# Ястарня
Яста́рня (пол. Jastarnia, каш. Jastarniô, нім. Heisternest) — курортне місто в північній Польщі, на Гельській косі, яка відділяє Ґданську і Пуцьку затоки від Балтійського моря.
Належить до Пуцького повіту Поморського воєводства.

## Демографія
Демографічна структура станом на 31 березня 2011 року:
|          | Загалом | Допрацездатний вік | Працездатний вік | Постпрацездатний вік |
| -------- | ------- | ------------------ | ---------------- | -------------------- |
| Чоловіки | 1924    | 412                | 1359             | 153                  |
| Жінки    | 2046    | 378                | 1229             | 439                  |
| Разом    | 3970    | 790                | 2588             | 592                  |